# Cronhielmsparken
Cronhielmsparken är en park belägen i stadsdelen Rosengård i Malmö. Parken ligger mellan området Apelgården och Östra kyrkogården och utgörs av ett kulligt landskap med gräsmattor och ängar. Delar av parken fylls ut av sandlådor, gungor, lekplatser, grillplatser, bollplaner, boulebana med mera. I öster avslutas grönområdet med en idrottsplats i anslutning till Kryddgårdsskolan. Vid Cronhielms väg finns en inhägnad hundrastplats. Längst i väster ligger Apelgårdsskolan.
Malmö Cup i Boule anordnades i parken år 2004.
Parken namngavs 1969, i likhet med den närliggande Cronhielms väg, efter Johan Cronhielm.